# Jörg Malchow
Jörg Malchow (* 1980 in Neubrandenburg) ist ein deutscher Schauspieler.

## Leben
Malchow schloss seine Schullaufbahn mit dem Abitur ab und leistete anschließend Zivildienst. Er absolvierte von 2000 bis 2004 eine Schauspielausbildung an der Hochschule für Musik und Theater „Felix Mendelssohn Bartholdy“ in Leipzig.
Er hatte als Theaterschauspieler Fest- und Gastengagements unter anderem am Schauspiel Leipzig (2004–2007), am Theater Krefeld und Mönchengladbach (2008/09), am Bayerischen Staatsschauspiel (2009) und in Berlin. Zu seinen Bühnenrollen gehörten unter anderem Orestes, Aighistos und Herold in der Orestie (Schauspiel Leipzig, 2007), Azor in der Komödie Der Streit von Pierre Carlet de Marivaux (Schauspiel Leipzig, 2006) und Simon in Dantons Tod (Theater Krefeld, Spielzeit 2008/09).
Ab der Spielzeit 2010/11 war er festes Ensemblemitglied am Schauspiel Essen. In der Spielzeit 2010/11 übernahm er die Titelrolle in einer Bühnenfassung des Michael Kohlhaas; diese Rolle spielte er auch bei der Wiederaufnahme im Februar 2013. 2011 verkörperte er am Schauspiel Essen den Christian Buddenbrook in John von Düffels Bühnenfassung der Buddenbrooks. In der Spielzeit 2011/12 übernahm er am Schauspiel Essen unter anderem die Rolle des Adzio in Das Bergwerk von Michał Walczak, den Mörder in Graf Öderland und den Sekretär Wurm in Kabale und Liebe. In der Spielzeit 2013/14 spielte er dort den Josef K. in einen Bühnenfassung von Kafkas Roman Der Prozeß.
Malchow übernahm seit Mitte der 1990er Jahre bereits als Jugendlicher auch Filmrollen in Fernsehserien, später auch in Kinofilmen.
Er hatte Episodenhauptrollen und Nebenrollen in verschiedenen Fernsehserien, unter anderem in Praxis Bülowbogen (1994), Dr. Sommerfeld – Neues vom Bülowbogen (1999, als Zorro, Freund einer Ausreißerin), Sturm der Liebe (2006, als Finanzspezialist Hans Borowski), SOKO Wismar (2007, als Uwe Solf, ein des Dopings überführter Triathlonathlet), mehrfach in SOKO Leipzig (unter anderem 2009, als Tatverdächtiger Mario; 2010, als Sporttrainer Michael Herbolz), Im Angesicht des Verbrechens (2010; als Stefan Hansen), SOKO Stuttgart (2010; als Tatverdächtiger Mirko Miszec), SOKO Köln (2010; als Sebastian Scholten, tatverdächtiger Schwager eines Teppichhändlers) und Alarm für Cobra 11 – Die Autobahnpolizei (2013; als Bösewicht und Entführer Robert Krenz).
2012 war er in der ARD-Fernsehreihe Tatort in einer Hauptrolle zu sehen. Er verkörperte im Leipziger Tatort: Todesbilder den unter Tatverdacht stehenden Fitnesstrainer Florian Koll. In der ZDF-Fernsehreihe Helen Dorn hatte er im Film Der Pakt (Erstausstrahlung: Januar 2015) eine Nebenrolle als Kneipenwirt und Sportschütze Bormann. In der ZDF-Fernsehserie Heldt war er im Oktober 2017 in einer Episodenrolle als Haustechniker Max Bahrein zu sehen. Im Dresdner Tatort: Déjà-vu (Erstausstrahlung: Januar 2018) spielte er als Familienvater und Ehemann Stefan Krüger eine der Hauptrollen, den Stiefvater eines neunjährigen Jungen, der von einem pädophilen Kindermörder (Benjamin Lillie) getötet wurde. In der 4. Staffel der TV-Serie In aller Freundschaft – Die jungen Ärzte (2018) hatte er eine Episodenhauptrolle als „überkorrekter“ Ordnungsbeamter Hagen Schmittke, der durch merkwürdiges Verhalten auffällt. Im 25. Fall der ZDF-Krimireihe Marie Brand, Marie Brand und das Spiel mit dem Glück (Erstausstrahlung: April 2019) spielte Malchow den Geschäftsführer Oliver Calser, den jüngeren Sohn eines ermordeten Spielautomaten-Betreibers.  In der 21. Staffel der ZDF-Serie SOKO Leipzig (2020) übernahm er eine der Episodenrollen als tatverdächtiger entlassener Kurierfahrer eines vermögenden Logistikunternehmers.
Malchow arbeitete auch als Sprecher für Hörspiele. Er las 2011 den Roman 12 Stunden sind kein Tag von Boris Fust, in einer im Buchfunk Hörbuchverlag erschienenen Fassung, die auch im Jugendkulturradio Sputnik des MDR gesendet wurde.

## Filmografie (Auswahl)
- 1994: Praxis Bülowbogen (Fernsehserie; Folge: Heimlichkeiten)
- 1999: Dr. Sommerfeld – Neues vom Bülowbogen (Fernsehserie; Folge: Auf und davon)
- 2002: Bungalow (Kinofilm)
- 2003: Spuk am Tor der Zeit (Kinofilm)
- 2006: Sturm der Liebe (Fernsehserie; Gastrolle)
- 2007: An der Grenze (Fernsehfilm)
- 2007: SOKO Wismar (Fernsehserie; Folge: Spitzenleistung)
- 2009: Ganz nah bei Dir (Kinofilm)
- 2009: Wolfskind (Kurzfilm)
- 2009: SOKO Leipzig (Fernsehserie; Folge: Privatsache)
- 2010: Im Schatten (Kinofilm)
- 2010: SOKO Leipzig (Fernsehserie; Folge: Ganz nah dran)
- 2010: Im Angesicht des Verbrechens (Fernsehreihe)
- 2010: SOKO Stuttgart (Fernsehserie; Folge: Türen der Stadt)
- 2011: Laconia (Mini-Serie)
- 2012: Tatort: Todesbilder (Fernsehreihe)
- 2010: SOKO Köln (Fernsehserie; Folge: Mord nach Mitternacht)
- 2013: Alarm für Cobra 11 – Die Autobahnpolizei (Fernsehserie; Folge: Shutdown)
- 2015: Die Lügen der Sieger (Kinofilm)
- 2015: Helen Dorn: Bis zum Anschlag (Fernsehreihe)
- 2016: Kundschafter des Friedens
- 2017: Heldt (Fernsehserie; Folge: Der Sechser im Lotto)
- 2018: Tatort: Déjà-vu (Fernsehreihe)
- 2018: SOKO Leipzig (Fernsehserie; Folge: Blinde Liebe)
- 2018: In aller Freundschaft – Die jungen Ärzte (Fernsehserie; Folge: Abschiedsschmerzen)
- 2019: Marie Brand und das Spiel mit dem Glück (Fernsehreihe)
- 2020: SOKO Leipzig (Fernsehserie; Folge: Die Verwechslung)
- 2021: In Wahrheit: In einem anderen Leben (Fernsehreihe)
- 2023: SOKO Leipzig (Fernsehserie; Folge: Das Leben ist kein Ponyhof)
- 2025: Marzahn Mon Amour